# 알렉산드로스 4세
알렉산드로스 4세(고대 그리스어: Αλέξανδρος Δ, 고대 그리스어: Aleksandros IV, 기원전 323년 - 기원전 309년, 재위 동일)은 마케도니아 왕국 아르게아스 왕조의 왕으로 알렉산드로스 3세(대왕)와 왕비 록사네의 적자로 아르게아스 왕조의 마지막의 마케도니아 왕이다.

## 출생
기원전 323년에 알렉산드로스 대왕이 급사했을 때, 왕비 록사네는 임신 중이었지만 태어날 아이의 성별이 밝혀지지 않기 때문에 남겨진 마케도니아 장군들 사이에서 왕위 계승 순서에 대한 의견이 대립했다. 향후의 체제를 결정하기 위해 개최된 바빌론 회의에서 보병과 그들에게 가담한 장군 멜레아그로스는 아리다이오스(독살 미수로 지적 장애인이 되어 사실상 왕위 계승권을 잃은 대왕의 배다른 형)의 이름을 들었지만 천부장 페르디카스(헤타이로이의 지휘관)는 황후 록사네의 뱃 속의 아이가 남자일 가능성에 희망을 걸고 출산을 기다리자고 주장했다.
에우메네스의 중재로 양측은 타협을 했고, 실권이 없는 명목적인 군주로 아리다이오스(즉위 후 필리포스 3세)를 세우는 대신에 페르디카스는 섭정이 되어 탄생할 아이가 남자 아이라면, 그 아이도 공동통치자로서 왕으로 삼기로 결정했다. 그리고 기원전 323년 8월에 알렉산더 4세가 탄생하자 즉시 공동 통치자로서 알렉산드로스 4세가 즉위했다.

## 섭정들

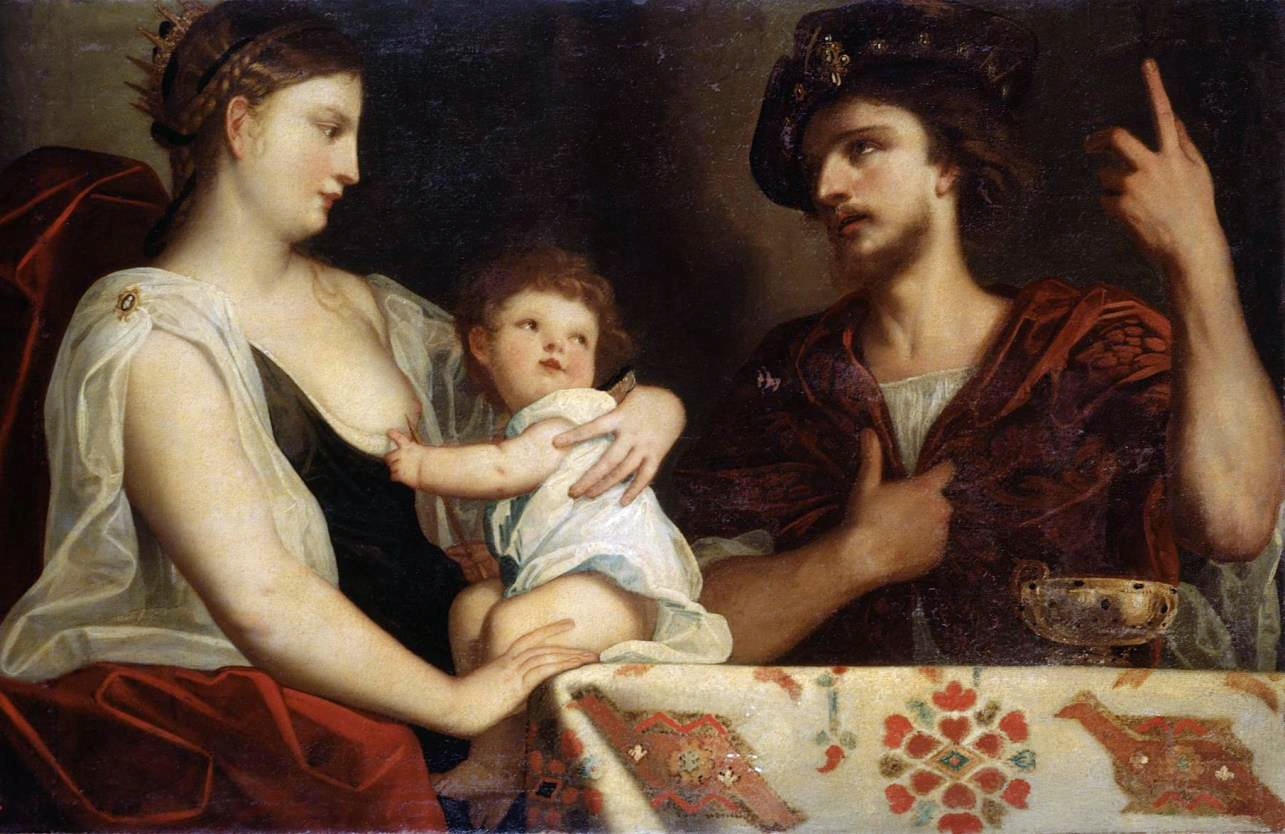
알렉산더 4세를 안고 있는 록산나, 알렉산드로 바로타리(Padovanino) (1588-1648)

섭정 페르디카스가 엄격한 섭정 정치를 했지만 다른 유장들(디아도코이)과의 대립은 깊어져 갔다. 반대파를 전복시키는 권력투쟁이 벌어졌고, 이집트 원정은 실패로 돌아갔다. 그것을 계기로 일어난 병사들의 반란 이후, 기원전 321년 또는 기원전 320년 5월 또는 6월에 셀레우코스 비롯한 부하 장군들의 배신으로 페르디카스는 암살되었다. 남은 디아도코이에 의해 트리파라디소스의 군사 회의가 개최되었고, 안티파트로스가 새로운 섭정이 되었다.
안티파트로스는 알렉산드로스 제국 전체를 지배한다는 명분을 포기하고 태수(사트라프)의 지배 하에 지금까지 속주였던 이집트와 아시아를 방치하여 지배권을 태수들에게 맡기기로 했다. 그리고 자신은 필리포스 3세, 알렉산드로스 4세 2명의 왕과 록사네와 함께 마케도니아 본국으로 돌아갔다.(디아도코이 전쟁 참조).
기원전 319년 안티파트로스는 임종을 앞두고 아들인 카산드로스를 제쳐두고, 필리포스 2세와 알렉산드로스 대왕을 모신 장군 폴리페르콘을 후계자로 삼았다.

## 내란
이 결정에 불만을 품은 카산드로스는 프톨레마이오스, 안티고노스, 필리포스 3세의 야심찬 왕비 에우리디케와 동맹을 맺고 섭정의 이름으로 폴리페르콘과 대치했다. 이에 대항하여 폴리페르콘은 에우메네스, 알렉산드로스 대왕의 어머니 올림피아스와 연대했다.
폴리페르콘은 처음에는 그리스 도시들을 확실하게 지배하는데 성공했다. 그러나 기원전 318년 그의 함대가 안티고노스에 의해 격파당하고, 카산드로스가 마케도니아의 완전한 지배권을 손에 넣자 폴리페르콘은 에피로스로 도망을 갈 수밖에 없었다. 록사네와 알렉산드로스 4세는 그 뒤를이었다. 몇 달 후, 에피로스 왕가 출신인 올림피아스는 에피로스의 왕 아이아키데스를 설득하여 폴리페르콘과 함께 마케도니아를 침공했다.
올림피아스가 전장에 나타나자 에우리디케 군은 대왕의 모후 싸울 것을 거부하고, 올림피아스에게 항복했다. 그동안 폴리페르콘과 아이아키데스는 마케도니아를 탈환하는데 성공했다. 필리포스 3세와 에우리디케는 붙잡혀 기원전 317년 12월 25일에 처형되었고, 올림피아스가 알렉산드로스 4세의 섭정으로 실권을 잡았다.
이듬해 기원전 316년, 펠로폰네소스반도에서 돌아온 카산드로스는 다시 마케도니아를 정복했다. 올림피아스는 즉시 처형당했고, 동시에 록사네와 알렉산드로스 4세는 글라우키아스의 감시 하에 암피폴리스의 요새에 감금당했다. 기원전 311년, 카산드로스는 프톨레마이오스와 리시마코스 삼자와 안티고노스 사이에 강화를 성립시키고, 제3차 디아도코이 전쟁을 끝냈다. 이때의 맹약으로 알렉산드로스 4세의 권리는 승인되어, 성년에 도달하면 카산드로스의 후계자로서 통치자가 될 것을 결정했다.

## 죽음

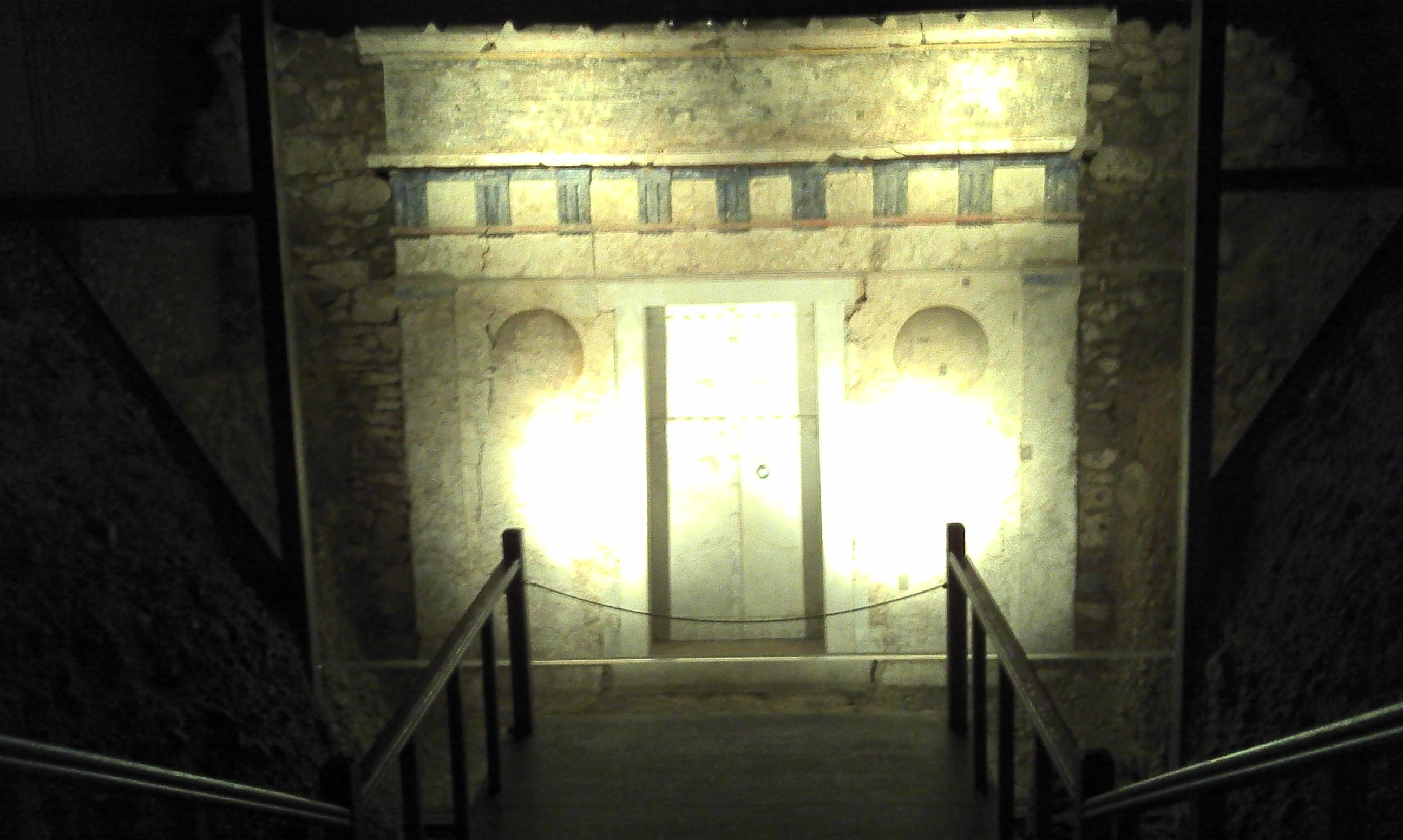
알렉산드로스 4세의 것으로 추정되는 베르기나의 분묘

맹약에 의해 아르게아스 왕조의 옹호자들은 알렉산드로스 4세가 이제 전권을 행사해야 하며 섭정은 더 이상 불필요하다는 말들이 흘러나오기 시작했다. 카산드로스는 이에 대해 그의 지배권을 확립하기 위해 기원전 309년, 글라우키아스에게 록사네와 알렉산드로스 4세를 암살할 것을 명하였고, 두 사람은 독살되었다.
그후 이복형인 헤라클레스와 그 어머니 바르시네도 살해당하면서 알렉산드로스 대왕의 직계 자손은 끊어졌다.
1977년 8월 그리스의 고고학자 말노리스 안드로니코스에 의해 발견된 베르기나의 봉분 중 하나는 알렉산드로스 4세의 것이라고 추정되고 있다.

## 같이 보기
- 디아도코이
- 디아도코이 전쟁